# 伊奈啓一郎
伊奈 啓一郎（いな けいいちろう、1949年3月24日 - ）は、日本の実業家。INAX創業家出身で、LIXILグループ取締役などを務めた。

## 経歴
1972年、東京工業大学（現在の東京科学大学）工学部機械工学科を卒業した。同大学大学院を経て、1974年に伊奈製陶（INAXの前身）へ入社した。1998年、INAX取締役に就任した。2001年、INAXトステム・ホールディングス取締役に就任した。2006年にLIXILグループの前身である住生活グループ取締役に就任した。2017年からLIXILグループ取締役を務め、伊奈輝三を説得し瀬戸欣哉の後ろ盾となり、伊奈家や株式の寄贈を受けた常滑市らとともに、潮田洋一郎CEO解任のための臨時株主総会開催の請求を行った。2020年に退任した。常滑市陶業陶芸振興事業基金運営委員会会長なども務めた。

## 親族
伊奈長三郎の孫で、伊奈輝三は叔父である。